# Estación Gaspar Campos
Gaspar Campos es una estación ferroviaria ubicada en la localidad de Gaspar Campos, departamento General Alvear, Provincia de Mendoza, Argentina.

## Servicios
Pertenece al Ferrocarril General San Martín de la red ferroviaria argentina, en el ramal que une las estaciones de Rufino y Monte Comán.

## Historia
En el año 1900 fue inaugurada la Estación, por parte del Ferrocarril Buenos Aires al Pacífico.